# Ла-Ігуера (Чилі)

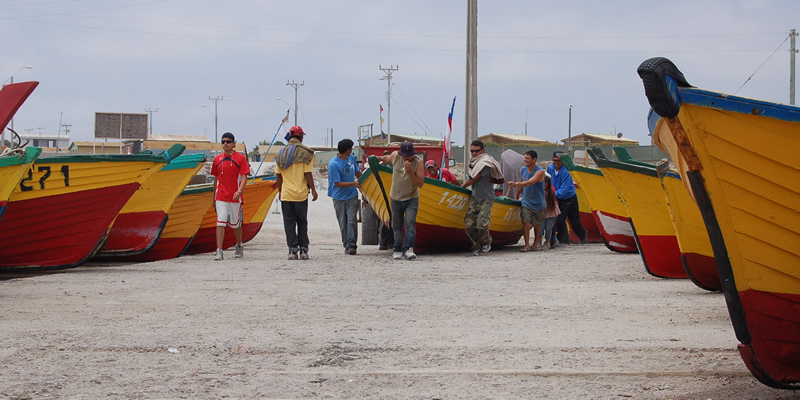

Ла-Ігера  (ісп. La Higuera) — селище в Чилі. Адміністративний центр однойменної комуни. Населення селища — 1080 осіб (2002). Селище і комуна входить до складу провінції Ельке і регіону Кокімбо.
Територія — 4158,2 км². Чисельність населення — 4 241 мешканців (2017). Щільність населення — 1,02 чол./км².

## Розташування
Селище розташоване за 44 км на північ від адм.центру області міста Ла-Серена.
Комуна межує:
- на півночі — комуна Вальєнар, Фрейрина
- на сході — провінції Вікунья, Альто-дель-Кармен
- на півдні — комуна Ла-Серена
- на заході — Тихий океан